# هیدی مارک
هیدی مارک (انگلیسی: Heidi Mark؛ زادهٔ ۱۸ فوریهٔ ۱۹۷۱) یک بازیگر سینما، و هنرپیشه اهل ایالات متحده آمریکا است.
از فیلم‌های معروف او می‌توان به بازی در فیلم ستاره راک اشاره کرد.